# Шишкино (Хотынецкий район)
Шишкино — опустевшая деревня в Хотынецком районе Орловской области. Входит в состав Хотимль-Кузмёнковское сельское поселение.

## География
Возле деревни протекает р. Вытебеть.

## Население
| 2010 |
| ---- |
| 0    |

## История
Упоминается как деревня Вышние Машковичи в Дозорной книге Карачевского уезда за 1614 год, вместе с деревней Полкевичи. Шишкины — хозяева земель — дали второе имя деревне.

 Григорей Богданов сын, Петр Парфеньев сын Шишкины сказали за собою помесья в Карачевском уезде в Хотимском стану отца их помесья (дрв) Полковичи семдесят пять чети. Да к той их деревне дано бортной ухожей лес болшей река Ресета /Л. 106/ да река Обелна за пять чети. Да им же дано (пус) дикого поля на реке на Вытебеди Вышней Машковичи дватцать пять чети. Да к той же старой деревне к той пустоши за рекою за Вытебедом дано на сеножать дватцать десятин по обе стороны Долгова болота. 
Вышние Машковичи встречаются в документе 1678 года среди вотчин Севского разряда Карачевского уезда Хотимльского стана.